# L’Estany
L’Estany ist ein Ort und eine Gemeinde (municipi) mit 401 Einwohnern (Stand: 2024) in der Comarca Moianès in der Provinz Barcelona in der Autonomen Region Katalonien. Zur Gemeinde gehört auch der nur noch etwa 20 Einwohner zählende Ort El Raval del Prat.

## Lage
L’Estany liegt in einer Höhe von etwa 870 Metern ü. d. M. in einem von den Mönchen des Klosters trockengelegten See bzw. Sumpfgebiet in der Kulturlandschaft Pla de Bages. Die Städte Barcelona und Manresa liegen etwa 68 Kilometer südlich bzw. etwa 42 Kilometer südwestlich.

## Bevölkerungsentwicklung
| Jahr      | 1960 | 1970 | 1981 | 1990 | 2000 | 2011 |
| Einwohner | 457  | 365  | 382  | 386  | 398  | 389  |

In der zweiten Hälfte des 19. Jahrhunderts hatte die Gemeinde zeitweise über 600 Einwohner; doch die Mechanisierung der Landwirtschaft führte seitdem zu einem stetigen Verlust an Arbeitsplätzen und zu einer Abwanderung vieler Einwohner in die städtischen Zentren.

## Wirtschaft
Früher lebten die Einwohner hauptsächlich als Selbstversorger von der Landwirtschaft, zu der auch der Anbau von Wein und die Haltung von Vieh gehörte. Im ausgehenden 18. und frühen 19. Jahrhundert entwickelte sich die Region Pla de Bages zu einem bedeutenden Weinbaugebiet, doch hatten die Gemeinden deshalb ganz besonders unter der Reblauskrise zu leiden. In den letzten Jahrzehnten sind Einnahmen aus dem Tourismus hinzugekommen.

## Geschichte

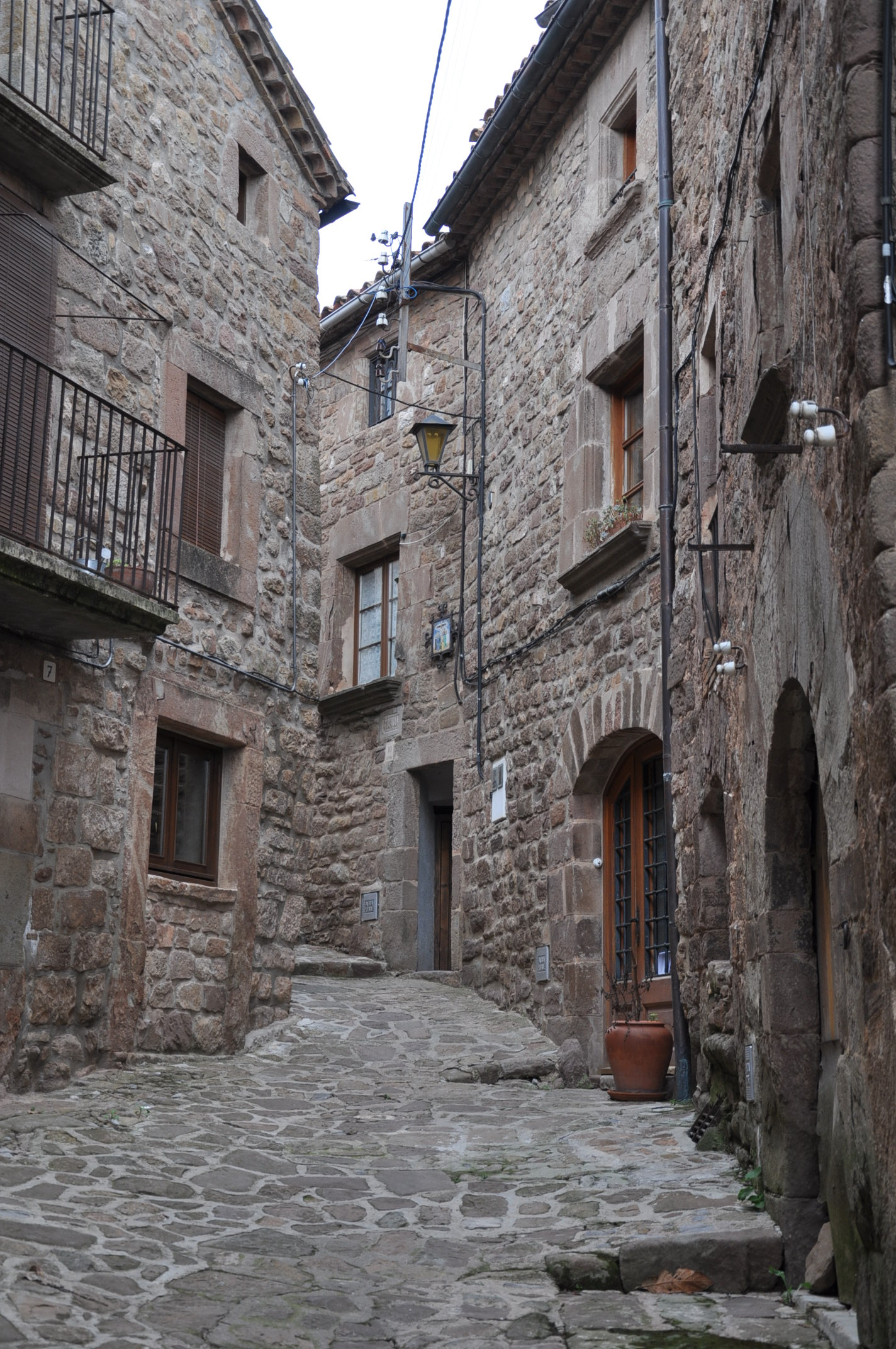
Gasse im Ort

Aus iberischer, römischer, westgotischer und islamischer Zeit sind bislang keine Funde gemacht worden – die Gegend war wohl zu sumpfig. Im 9. und 10. Jahrhundert wurde die Region von den Grafen von Barcelona aus den Händen des Islam zurückerobert (reconquista). Bereits für das 10. Jahrhundert ist urkundlich die Existenz einer Kirche belegt, doch entstand der heutige Ort in unmittelbarer Nachbarschaft zum im 11. Jahrhundert gegründeten Kloster Santa Maria de l’Estany.

## Sehenswürdigkeiten
- Die romanische Klosterkirche und der Kreuzgang sind die Hauptattraktionen des Ortes.
- Im alten Ortskern gibt es noch zwei Gassen mit aus Bruchsteinen erbauten Häusern.
- Der kleine Gutshof Mas La Carrera stammt noch aus dem 15. Jahrhundert.